# Granatnik HK AG36
HK AG36 – niemiecki granatnik podwieszany kalibru 40 × 46 mm, produkowany przez przedsiębiorstwo Heckler & Koch.
Granatnik przeznaczony jest głównie do montażu pod lufą karabinów szturmowych G36. Przystosowany jest również do karabinów HK416 oraz L85.
AG36, poza służbą w niemieckiej Bundeswehrze, wykorzystywany jest m.in. przez Brytyjskie Siły Zbrojne, gdzie służy pod nazwą L117A1/A2.